# KWK HOUSE
KWK HOUSE (ケーダブルケーハウス) は、大阪で結成された日本のバンド、音楽ユニット。通称KWKまたは、こわれかけ。
元々はこわれかけハウスという名前でYouTubeを中心に活動し始めたが、2020年後半頃、KWK HOUSEと改名。以降、KWK HOUSEとして各地でLive等音楽活動を行う。

## 概要
2019年2月「魅力的な声と楽器の重なり」をテーマに結成されたヴォーカルバンド。メンバーそれぞれが活躍しつつも、Singer RICE(以下、RICE)を中心に"こわれかけハウス"(拠点となるスタジオ)に集まり活動の幅を広げる。
当時、さまざまな活動を経てソロ活動をしていたRICEが、新たにヴォーカルユニットをやりたいという主旨のもと、各方面へ声をかけたのがバンド結成の始まりである。
2019年結成当初は、3ヴォーカルにキーボード (楽器)、ギターの5人。当時流行っていたカバー動画の配信をYoutubeで行うことになり、アコースティック編成での活動をスタート。同年6月には、パーカッション担当のDaijuが加入。しかし、コロナ禍により、ライブは疎か音楽活動事態が休止状態となってしまう。Youtubeへの動画投稿は引き続き行いつつ、オリジナルソングも生み出していく。
2021年に制作したオリジナルソングThe Wayが瞬く間に反響を呼び、彼らの代表作となる。
2022年7月より、全国ツアーを実施。福岡、名古屋、岡山、横浜、東京、京都、大阪の全7都市を行脚。スポンサーである山石ピクチャーズ社長との約束でもある各ライブ会場を満席にするため、ライブ開催日の1週間前に現地入りし、路上ライブや、夜はスナック、クラブ、ラウンジといったいわゆる大人の社交場等も巡業し、集客を現地で行う。
2023年1月には、大阪府寝屋川市にあるアルカスホールにて、全国ツアーのファイナルライブを完遂。同2月より、北新地での巡業、""令和の流しプロジェクト""を始動。

## メンバー
RICE(ライス) (大阪府出身。 1987年12月13日 リーダー、ヴォーカル、コーラス)
15歳の時、当時流行っていた青春パンクロックバンドに憧れ友達4人とescapeというバンドを結成しヴォーカルを担当。同時に兄の影響もありBoyz II Menの歌声に衝撃をうけR&B Musicにどっぷりとハマる。高校を卒業を機に東京に音楽の拠点を置きJazz、 ゴスペルの音楽に触れる。しかし、東京での生活に困窮し、21歳の時再び大阪の地でクラブを拠点にSinger RICEとして音楽活動を始める。
TAKUYA(タクヤ) (佐賀県出身。 1994年5月30日 ヴォーカル、コーラス、ピアノ、トラックメイク)
高校生の頃より地元佐賀でブレイクダンス、hiphopダンスを始める。Hiphop、R&Bなどのブラックミュージックに興味を持つ。高校卒業後、大阪にあるキャットミュージックカレッジ専門学校ダンス学科へ入学。在学中に、業界関係者が集う公開オーディション(学内開催)にsingerとして出場したことが、後にヴォーカリストとして力を注ぐきっかけとなる。専門学校卒業後は、本格的にヴォーカリストとして活動することとなる。
Akkey(アッキー) (滋賀県出身。 1989年1月14日　ピアノ、キーボード)
4歳からエレクトーン 、12歳からピアノを始め、様々なアーティストのサポートやバンド活動を行った後、Singer RICEとともに活動を始め、現在はKWK HOUSEのピアノ・キーボードとして活動中。
Daiju(ダイジュ) (兵庫県出身。 1995年4月4日 パーカッション、ドラム)
小学生の頃から打楽器に興味を持ち、音楽室に楽器を触りに行っていた。中学時代は吹奏楽部でパーカッションを担当。高校時代で軽音学部で本格的にドラムを始める。大学時代でカホンを始め、パーカッションもやり始める。大阪音楽大学卒業後は西中島にある『gusk music club』でドラム、カホン講師を担当したり、宝塚歌劇団のローディーなどを担当する。KWK HOUSE加入後は 電子パッドやMPCなども使い、様々なLIVEをしていく。

## ディスコグラフィ―

### シングル
|     | タイトル         | リリース日     | 備考                                                                     |
| --- | ---------------- | -------------- | ------------------------------------------------------------------------ |
| 1st | Sunset Memory    | 2021年9月26日  |                                                                          |
| 2nd | The Way          | 2021年9月26日  |                                                                          |
| 3rd | イルミネーション | 2023年12月19日 | 関西最大規模のイルミネーションイベント『イルミナージュ』タイアップソング |
| 4th | Summer Traveller | 2024年7月21日  |                                                                          |
| 5th | Back to me       | 2024年7月21日  |                                                                          |

### アルバム
|     | タイトル | リリース日    | 備考                                      |
| --- | -------- | ------------- | ----------------------------------------- |
| 1st | No title | 2021年9月26日 | 直販のみでCD2,800枚売上。（2025年3月現在) |
| 2nd | ONENESS  | 2024年7月21日 |                                           |

## メディア出演
- サンテレビ番組出演
- FM hanako ラジオ出演
- BAN-BAN ラジオ出演
- ラジオ関西 原田伸郎のびのび金曜日 ラジオ出演
- Kiss FM KOBE ラジオ出演
- FM千里 ラジオ出演
- FM Genki ラジオ出演